# Griessenpass
Il Griessenpass (975 m s.l.m.) è un valico alpino austriaco che collega il Tirolo con il Salisburghese.
Dal punto di vista orografico il valico separa le Alpi di Kitzbühel nelle Alpi Scistose Tirolesi dai Monti dello Stein nelle Alpi Settentrionali Salisburghesi.